# Sunshine of Your Love (альбом)
Sunshine of Your Love (с англ. — «Свет твоей любви») — концертный альбом американской джазовой певицы Эллы Фицджеральд, записанный во время её выступления в Сан-Франциско, Калифорния, в октябре 1968 года. Пластинка была выпущена в 1969 году на лейбле MPS под студийным номером MPS 15010, в 1996 году PolyGram-Verve перевыпустили запись в формате CD с номером Verve 314 533 102-2.

## Список композиций
| №                   | Название                       | Текст песни         | Музыка                  | Длительность |
| ------------------- | ------------------------------ | ------------------- | ----------------------- | ------------ |
| 1.                  | «Hey Jude»                     | Джон Леннон         | Пол Маккартни           | 3:54         |
| 2.                  | «Sunshine of Your Love»        | Пит Браун           | Джек Брюс, Эрик Клэптон | 3:21         |
| 3.                  | «This Girl’s in Love With You» | Хэл Дэвид           | Берт Бакарак            | 4:30         |
| 4.                  | «Watch What Happens»           | Норман Гимбел       | Мишель Легран           | 4:00         |
| 5.                  | «Alright, Okay, You Win»       | Сидней Више         | Мэйм Уоттс              | 3:51         |
| 6.                  | «Give Me the Simple Life»      | Руби Блум           | Руби Блум               | 2:05         |
| Общая длительность: | Общая длительность:            | Общая длительность: | Общая длительность:     | 21:41        |

| №                   | Название                | Текст песни         | Музыка                      | Длительность |
| ------------------- | ----------------------- | ------------------- | --------------------------- | ------------ |
| 7.                  | «Inútil Paisagem»       | Рэй Гилберт         | Антонио Карлос Жобин        | 5:13         |
| 8.                  | «Old Devil Moon»        | Ип Харбург          | Бёртон Лэйн                 | 4:21         |
| 9.                  | «Don’cha Go ’Way Mad»   | Эл Стиллман         | Джимми Манди, Иллинойс Жаке | 3:37         |
| 10.                 | «A House Is Not a Home» | Хэл Дэвид           | Берт Бакарак                | 4:14         |
| 11.                 | «Trouble Is a Man»      | Алек Уайлдер        | Алек Уайлдер                | 4:14         |
| 12.                 | «Love You Madly»        |                     | Дюк Эллингтон               | 3:04         |
| Общая длительность: | Общая длительность:     | Общая длительность: | Общая длительность:         | 24:43        |

## Участники записи
- Элла Фицджеральд — вокал.
- Томми Флэнаган — фортепиано.
- Фрэнк Делароза — контрабас.
- Эд Тигпен — барабаны.
- Фрэнк Деволь — дирижирование, аранжировки.
- Эрни Хекшер — дирижирование.
- Аллен Смит — труба.